# SM-veckan 2015 (vinter)
SM-veckan vinter 2015 avgjordes i Örebro, som de sjätte vinterupplagan av SM-veckan. Tävlingarna arrangerades av Riksidrottsförbundet (RF), Sveriges Television (SVT) och Örebro kommun.
I och med värdskapet blev det första gången Örebro arrangerade en SM-vecka. Fyra städer fanns med i den slutgiltiga gallringen om att få arrangera SM-veckan vinter 2015 eller 2016, förutom Örebro även Piteå (som fick värdskapet 2016), Luleå och Östersund. Arrangemanget kom att bli en del av Örebros 750-årsjubileum, och geografiskt var det den sydligaste platsen en SM-vecka (vinter) arrangerats på.
Örebro kommun hade satsat hårt på att få arrangera en SM-vecka, och bland annat hade man investerat i en ny konstsnöanläggning och nya spår vid skidstadion i Ånnaboda. Även Eyrafälten, med bland annat Behrn Arena och Idrottshuset, fungerade som tävlingsarenor. Inte bara svenska TV-kanaler sände, utan även finska Yle.

## Medaljligan, län[3]
| Placering | Län                  | Guld | Silver | Brons |
| --------- | -------------------- | ---- | ------ | ----- |
| 1         | Västra Götalands län | 22   | 10     | 13    |
| 2         | Stockholms län       | 20   | 16     | 8     |
| 3         | Dalarnas län         | 10   | 8      | 3     |
| 4         | Norrbottens län      | 9    | 5      | 6     |
| 5         | Västernorrlands län  | 6    | 5      | 1     |
| 6         | Gävleborgs län       | 4    | 3      | 5     |
| 7         | Värmlands län        | 4    | 3      | 4     |
| 8         | Jönköpings län       | 4    | 2      | 2     |
| 9         | Skåne län            | 3    | 9      | 6     |
| 10        | Örebro län           | 3    | 7      | 7     |
| 11        | Västerbottens län    | 3    | 5      | 5     |
| 12        | Jämtlands län        | 3    | 3      | 5     |
| 13        | Östergötlands län    | 2    | 9      | 1     |
| 14        | Södermanlands län    | 2    | 7      | 1     |
| 15        | Hallands län         | 2    | 3      | 0     |
| 16        | Kronobergs län       | 2    | 2      | 2     |
| 17        | Västmanlands län     | 1    | 0      | 1     |
| 18        | Uppsala län          | 0    | 3      | 0     |
| 19        | Blekinges län        | 0    | 2      | 1     |
| 20        | Kalmar län           | 0    | 0      | 1     |
| 21        | Gotlands län         | 0    | 0      | 0     |

## Sporter
| - Curling - Cykelsport (velodrom) - Draghundssport - Längdskidåkning - Muay thai - Rally (sprint) - Rodd (inomhus) - Rullstolsinnebandy | - Skidorientering - Skotercross - Skridskosport - Softball - Squash - Styrkelyft - Taido - X-trial |

## Resultat

### Längdskidåkning
| Gren                          | Guld                                 | Guld                                 | Silver                            | Silver                            | Brons                           | Brons                           |
| ----------------------------- | ------------------------------------ | ------------------------------------ | --------------------------------- | --------------------------------- | ------------------------------- | ------------------------------- |
| Herrarnas skiathlon 30 km     | Marcus Hellner Gellivare Skidallians | Marcus Hellner Gellivare Skidallians | Lars Nelson Åsarna IK             | Lars Nelson Åsarna IK             | Johan Olsson Åsarna IK          | Johan Olsson Åsarna IK          |
| Herrarnas stafett 3x10 km (K) | Åsarna IK Lag 1                      | Åsarna IK Lag 1                      | IFK Mora SK Lag 1                 | IFK Mora SK Lag 1                 | Hudiksvall IF                   | Hudiksvall IF                   |
| Herrarnas sprint (K)          | Emil Jönsson IFK Mora SK             | Emil Jönsson IFK Mora SK             | Teodor Peterson Åsarna IK         | Teodor Peterson Åsarna IK         | Jesper Modin Piteå Elit SK      | Jesper Modin Piteå Elit SK      |
| Herrarnas 15 km (F)           | Calle Halfvarsson Falun Borlänge SK  | Calle Halfvarsson Falun Borlänge SK  | Daniel Richardsson Hudiksvalls IF | Daniel Richardsson Hudiksvalls IF | Anders Södergren Hudiksvalls IF | Anders Södergren Hudiksvalls IF |
| Damernas skiathlon 15 km      | Charlotte Kalla Piteå Elit SK        | Charlotte Kalla Piteå Elit SK        | Stina Nilsson IFK Mora SK         | Stina Nilsson IFK Mora SK         | Emma Wikén Åsarna IK            | Emma Wikén Åsarna IK            |
| Damernas stafett 3x5 km (K)   | Piteå Elit SK Lag 1                  | Piteå Elit SK Lag 1                  | IFK Mora SK Lag 1                 | IFK Mora SK Lag 1                 | Åsarna IK Lag 1                 | Åsarna IK Lag 1                 |
| Damernas sprint (K)           | Hanna Falk Ulricehamns IF            | Hanna Falk Ulricehamns IF            | Magdalena Pajala Piteå Elit SK    | Magdalena Pajala Piteå Elit SK    | Maria Nordström Ulricehamns IF  | Maria Nordström Ulricehamns IF  |
| Damernas 10 km (F)            | Charlotte Kalla Piteå Elit SK        | Charlotte Kalla Piteå Elit SK        | Anna Haag IFK Mora SK             | Anna Haag IFK Mora SK             | Emma Wikén Åsarna IK            | Emma Wikén Åsarna IK            |

### Muay Thai (thaiboxning)[5]
| 48 kg damer    | Camilla Danielsson Stockholm Comrades IF | Camilla Danielsson Stockholm Comrades IF | Susanna Salmijärvi Göteborgs Muay Thai      | Susanna Salmijärvi Göteborgs Muay Thai      |
| 51 kg damer    | Therese Gunnarsson Halmstad Muaythai     | Therese Gunnarsson Halmstad Muaythai     | Therese Snell OneChai Muaythai              | Therese Snell OneChai Muaythai              |
| 54 kg damer    | Sofia Olofsson Stockholms Comrades IF    | Sofia Olofsson Stockholms Comrades IF    | Michelle Rubin Allstars Training Centre     | Michelle Rubin Allstars Training Centre     |
| 57 kg herrar   | Jaffar Al-Qashaami Malmö Muay Thai IF    | Jaffar Al-Qashaami Malmö Muay Thai IF    | Harem Gulani Renyi Umeå                     | Harem Gulani Renyi Umeå                     |
| 57 kg damer    | Evelina Wikner Fighter Muay Thai         | Evelina Wikner Fighter Muay Thai         | Dalia Ali Olympia Kampsportsförening        | Dalia Ali Olympia Kampsportsförening        |
| 60 kg herrar   | Hamza Bougazma Rinkeby Muay Thai         | Hamza Bougazma Rinkeby Muay Thai         | Raafat Al-Maliki Malmö Muay Thai IF         | Raafat Al-Maliki Malmö Muay Thai IF         |
| 60 kg damer    | Sandra Bengtsson OneChai Muaythai        | Sandra Bengtsson OneChai Muaythai        | Emma Thyni Malmö Muay Thai IF               | Emma Thyni Malmö Muay Thai IF               |
| 63,5 kg herrar | Kim Falk Drakstadens Muay Thai IF        | Kim Falk Drakstadens Muay Thai IF        | Angelo Pizzaro Tullinge Muay Thai TMT       | Angelo Pizzaro Tullinge Muay Thai TMT       |
| 63,5 kg damer  | Zina Djelassi Stockholm Kickboxning      | Zina Djelassi Stockholm Kickboxning      | Erika Björnestad Malmö Muay Thai IF         | Erika Björnestad Malmö Muay Thai IF         |
| 67 kg herrar   | Fredrik Björnander Fighter Muay Thai     | Fredrik Björnander Fighter Muay Thai     | Viktor Gustafsson Halmstad Muaythai         | Viktor Gustafsson Halmstad Muaythai         |
| 67 kg damer    | Isa Tidblad Keskikangas TiP Muay Thai IF | Isa Tidblad Keskikangas TiP Muay Thai IF | Ewin Ates Malmö Muay Thai IF                | Ewin Ates Malmö Muay Thai IF                |
| 71 kg herrar   | Magnus Andersson Halmstad Muay Thai      | Magnus Andersson Halmstad Muay Thai      | Arian Behrami Golden Leaf                   | Arian Behrami Golden Leaf                   |
| 71 kg damer    | Elina Nilsson Fighter Muay Thai          | Elina Nilsson Fighter Muay Thai          | Anna Strandberg TiP Muay Thai IF            | Anna Strandberg TiP Muay Thai IF            |
| 75 kg herrar   | Alex T. Harris Fighter Muay Thai         | Alex T. Harris Fighter Muay Thai         | Alexander Glemme Varbergs Thaiboxningsklubb | Alexander Glemme Varbergs Thaiboxningsklubb |
| 81 kg herrar   | Youssef Issa Fighter Muay Thai           | Youssef Issa Fighter Muay Thai           | Lambert Rutaganda Kampsportscentralen LSS   | Lambert Rutaganda Kampsportscentralen LSS   |
| 86 kg herrar   | Erik Berglund Heavy Hands Muay Thai      | Erik Berglund Heavy Hands Muay Thai      | Patrik Nilsson C4 Thaiboxning               | Patrik Nilsson C4 Thaiboxning               |
| +91 kg herrar  | Simon Ogolla VBC                         | Simon Ogolla VBC                         | Johnny Iwersen Stockholm Kickboxning        | Johnny Iwersen Stockholm Kickboxning        |

### Skidorientering[6]
| Gren                | Guld                            | Guld                            | Silver                       | Silver                       | Brons                              | Brons                              |
| ------------------- | ------------------------------- | ------------------------------- | ---------------------------- | ---------------------------- | ---------------------------------- | ---------------------------------- |
| Damernas jaktstart  | Tove Alexandersson Alfta-Ösa OK | Tove Alexandersson Alfta-Ösa OK | Magdalena Olsson IFK Mora OK | Magdalena Olsson IFK Mora OK | Evelina Wickbom Sävast Ski Team IF | Evelina Wickbom Sävast Ski Team IF |
| Herrarnas jaktstart | Andreas Holmberg IFK Mora OK    | Andreas Holmberg IFK Mora OK    | Erik Rost Alfta-Ösa OK       | Erik Rost Alfta-Ösa OK       | Peter Arnesson Bottnaryds IF       | Peter Arnesson Bottnaryds IF       |

### Skotercross
| Gren              | Guld                      | Guld                      | Silver                          | Silver                          | Brons                         | Brons                         |
| ----------------- | ------------------------- | ------------------------- | ------------------------------- | ------------------------------- | ----------------------------- | ----------------------------- |
| SM i stadioncross | Petter Nårsa Moskosels SK | Petter Nårsa Moskosels SK | Nisse Kjellström Team Walles MK | Nisse Kjellström Team Walles MK | Mathias Johansson Älvsbyns MS | Mathias Johansson Älvsbyns MS |

### Skridskosport[7]
Ställdes in på grund av det milda vädret.